# Sucha Dolna (województwo łódzkie)
Sucha Dolna – wieś w Polsce, w województwie łódzkim, w powiecie poddębickim, w gminie Wartkowice. Wraz z Suchą Górną współtworzy sołectwo Sucha.
Do 2023 miejscowość była częścią wsi Sucha.
W latach 1975–1998 Sucha Dolna należała administracyjnie do województwa sieradzkiego.
W 1928 roku ziemianin Kazimierz Karol Ignacy Śliwiński otrzymał Srebrny Krzyż Zasługi „za zasługi na polu pracy społecznej i rozwoju rolnictwa”